# Чемпіонат України з настільного тенісу 2008
Чемпіонат України з настільного тенісу 2008 року — особисто-командна першість України з настільного тенісу, що відбулась з 12 по 15 вересня 2008 року в місті Донецьку під егідою Федерації настільного тенісу України (ФНТУ).
Змагання проходили в спортивному комплексі настільного тенісу «НОРД».

## Переможці
- Командна першість. Чоловіки:

1. Донецька область (Лей Коу, Іван Катков, Олег Філенко та Георгій Тищенко).
2. Чернігівська область (Олександр Дідух, Олександр Бельський, Вадим Лунєгов і Роман Попов).
3. Дніпропетровська область (Микита Рубан, Андрій Сітак, Валерій Раков та Дмитро Писар).

- Командна першість. Жінки:

1. Київ (Поліна Трифонова, Марія Негуляєва та Віра Лашко)
2. Харківська область (Олена Ковтун, Наталія Алєксєєнко та Анастасія Дудник).
3. Львівська область (Ірина Моцик, Марія Карликова та Оксана Костів).

- Особиста першість. Чоловіки:

1. Лей Коу.
2. Ярослав Жмуденко.
3. Олександр Дідух.

- Особиста першість. Жінки:

1. Наталія Алєксєєнко.
2. Ганна Фарладанська.
3. Ірина Моцик.

- Парний жіночий розряд:

1. Олена Ковтун — Наталія Алєксєєнко.
2. Ірина Моцик — Марія Карликова.
3. Яна Жмуденко — Аліна Іонова.

- Парний чоловічий розряд:

1. Ярослав Жмуденко — Лей Коу.
2. Микита Рубан — Дмитро Писар.
3. Сергій Бучацький — Петро Софранюк.

- Парний змішаний розряд:

1. Геннадій Закладний — Поліна Трифонова.
2. Євген Прищепа — Вікторія Гузєєва.
3. Ярослав Жмуденко — Яна Жмуденко.